# Доннер, Франциска
Францеска Мария Барбара Доннер (кор. 프란체스카 도너; 15 июля 1900 — 19 марта 1992) — первой вступила на должность первой леди Южной Кореи и занимала её с 1948 по 1960 год. Вторая жена Ли Сын Мана, первого президента Республики Корея.

## Полное имя
Согласно свидетельству о рождении её имя — Франциска Доннер. Позже она использовала имя Францеска Доннер (даже в официальных документах). Эта версия её имени используется во всех её южнокорейских документах (включая паспорт).

## Биография
Доннер родилась в муниципалитете Инцерсдорф, пригороде столицы Вены. Работала в Лиге Наций, в частности, была переводчицей. В 1933 году встретила корейского политика Ли Сын Мана в отеле в Женеве. В то время Ли жил в Соединённых Штатах и был проездом в Женеве.
Сначала Францеска и Сын Ман жили в Нью-Йорке и штате Вашингтон, затем на Гавайях. В США она работала его секретарем.
Умерла 19 марта 1992 года в Сеуле, Южная Корея.